# Nacionalisme való
El nacionalisme való és el moviment polític que defensa Valònia com a nació. En general, els militants valons que han lluitat per l'autonomia de Valònia com en el Discurs de Fernand Dehousse sobre el federalisme, al Congrés Nacional Való, va rebutjar i rebutja el nacionalisme. D'altra banda, els valons més autonomistes com André Renard per exemple, han subordinat la lluita per Valònia a qüestions específicament socials o sindicals, però no sempre rebutgen el terme de nació.